# Assedio di Plzeň
L'assedio di Plzeň, detto anche assedio di Pilsen o battaglia di Pilsen, fu uno scontro militare che si svolse alla fine del 1618 nella città di Plzeň, in Boemia, e fu il primo scontro di rilievo della Guerra dei trent'anni. Le truppe dei protestanti boemi e del Palatinato, guidate dal conte Ernst von Mansfeld, assediarono la città fortificata di Plzeň (in tedesco Pilsen) e la catturarono dopo due mesi, rafforzando la rivolta protestante contro l'autorità imperiale.

## Eventi che condussero allo scontro
La rivolta ebbe inizio il 23 maggio 1618, quando i nobili protestanti boemi si ribellarono all'autorità dell'allora Re di Boemia Ferdinando, futuro imperatore con il nome di Ferdinando II; i funzionari imperiali furono gettati dalla finestra del castello di Praga, nell'episodio noto come defenestrazione di Praga. Il trono di Boemia fu assegnato dai nobili stessi all'elettore palatino Federico V, e al comando delle forze protestanti fu posto il conte Ernst von Mansfeld.
Nel frattempo la popolazione cattolica, specialmente sacerdoti e nobili, si rifugiò nella città di Plzeň, che sembrava offrire buone opportunità di difesa grazie alle sue robuste fortificazioni. I difensori erano tuttavia carenti di polvere da sparo, e le difese non poterono essere presidiate efficacemente a causa della mancanza di uomini. Mansfeld decise quindi di tentare di conquistare la fortezza prima che ai cattolici giungessero aiuti dall'esterno.

## Conduzione dell'assedio
All'arrivo delle truppe protestanti, il 19 settembre 1618, i difensori bloccarono due delle tre porte della città, mentre la terza venne rinforzata con l'invio di truppe aggiuntive. Poiché l'esercito protestante non era abbastanza forte da tentare un assalto su vasta scala, Mansfeld decise di assediare la fortezza e prenderla per fame. L'artiglieria protestante arrivò il 2 ottobre, ma il calibro e la quantità dei pezzi erano insufficienti, e il bombardamento delle difese non produsse effetti rilevanti.
La situazione per i difensori era comunque critica: mentre le forze assedianti ricevevano continui rinforzi in uomini e materiali, all'interno della città scarseggiavano sia cibo che munizioni; inoltre, a causa della distruzione del pozzo principale, le scorte di acqua diminuirono rapidamente.
Il 21 novembre, infine, l'artiglieria protestante fu in grado di aprire delle brecce nelle difese e le truppe di Mansfeld penetrarono all'interno; dopo alcune ore di combattimenti serrati, la città cadde interamente nelle mani dei protestanti.

## Conseguenze
Dopo la cattura della città, Mansfeld richiese una somma pari a 120 000 fiorini olandesi come riparazione ed una somma aggiuntiva di 47 000 fiorini per risparmiare la città; il successo protestante fu, comunque, presto minacciato dall'arrivo dell forze imperiali e della Lega Cattolica, che penetrarono in Boemia da varie direzioni. Constatando la superiorità degli avversari, Federico V ordinò di raggruppare le forze e attaccare separatamente i vari eserciti nemici, tuttavia, egli fu abbandonato dalla maggioranza dei suoi alleati e fu alla fine decisamente sconfitto nella battaglia della Montagna Bianca.